# 酒田港駅
酒田港駅（さかたこうえき）は、山形県酒田市南新町にある日本貨物鉄道（JR貨物）の貨物駅で、羽越本線貨物支線（通称：酒田港線）の終着駅である。
酒田港に面した位置にあり、庄内地方の鉄道貨物輸送の拠点である。

## 歴史
- 1915年（大正4年）4月25日：鉄道院酒田線（現在の陸羽西線の前身）支線酒田駅 - 当駅間開業に伴い最上川駅（もがみがわえき）として開業。一般大貨物と発送小荷物のみ取扱い[1]。
- 1924年（大正13年）4月20日：陸羽西線鼠ヶ関駅 - 余目駅 - 羽後岩谷駅間および貨物支線を、既存の羽越北線および新設線と統合し、羽越線（鼠ヶ関駅 - 秋田駅間および貨物支線、羽越本線の前身）として分離したため[2]、当駅は羽越線の所属となる。
- 1941年（昭和16年）2月1日：酒田港駅に改称[3]。
- 1954年（昭和29年）9月1日：小荷物の取扱を廃止（貨物駅となる）[4]。
- 1965年（昭和40年）2月10日：独立駅となり酒田港駅長がおかれる（以前は酒田駅長が兼務していた）。
- 1966年（昭和41年）10月1日：コンテナ貨物の取扱を開始[4]。
- 1987年（昭和62年）4月1日：国鉄分割民営化により、日本貨物鉄道の駅となる[4]。

## 駅構造
地上駅。酒田港に面する広い構内を持つ。
駅構内の南端には、駅の中心となる仕分け線群があり、1面1線のコンテナホームが置かれている。またこの脇に駅舎が置かれている。その北側の突堤には2面3線のコンテナホーム、さらに北側の突堤には貨車の解体用に使用されている側線がある。なお、駅舎内には、営業窓口のJR貨物酒田営業所が入っている。
構内入換作業や酒田港線の貨物列車牽引のために、愛知機関区所属のDD200形ディーゼル機関車が常駐している。
2008年3月までは東北東ソー化学（旧・鉄興社）酒田工場へ至る専用線が分岐し、化学薬品の発送が行われていた。また、食糧庁酒田倉庫や帝石テルナイト工業（現・テルナイト）酒田工場、小野田セメント（現・太平洋セメント）酒田サービスステーション、広島燃料興業などへ至る専用線も分岐していた。
そのほか、食糧庁倉庫や花王酒田工場の脇を通り大浜埠頭へ至る全長2.2kmの山形県営公共臨港線もある。かつては、花王酒田工場専用線や日新電化酒田工場（現・東北東ソー化学酒田西工場）専用線、米田物産酒田防腐工場専用線などを分岐させ、通路線としての役割を担っていたが、現在公共臨港線から分岐する専用線はない。そのため、公共臨港線自体も撤去される予定である。

## 取扱貨物
- コンテナ貨物
  - 12ftコンテナを主に取り扱う。30ft海上コンテナも取り扱い可能である。
- 車扱貨物
  - 駅構内の側線で私有貨車の解体を行っているため廃車貨車の取扱いがある。2008年3月までは、東北東ソー化学専用線発着の化学薬品（苛性ソーダ液や液体塩素など）も取り扱っていた。
- 産業廃棄物・特別管理産業廃棄物の取扱許可を得ている。

## 駅周辺
- テルナイト酒田工場
- 太平洋セメント酒田南サービスステーション
- 東北東ソー化学酒田工場
- 酒田港郵便局

## その他
- 1983年には国鉄新潟鉄道管理局（現：JR東日本新潟支社、貨物部門はJR貨物新潟支社）協力の下、『西部警察 PART-III』の第23話「走る炎!!酒田大追跡 -山形篇- 」のロケ（銃撃戦、爆破など）が当駅で行われた。

## 隣の駅
日本貨物鉄道（JR貨物）
羽越本線
酒田駅 - 酒田港駅